# M1.9 (Joegoslavië)
De M1.9 of Magistralni Put 1.9 was een hoofdweg in de voormalige Socialistische Federale Republiek Joegoslavië, die de hoofdstad Belgrado in Servië met Roemenië verbond. De weg takte bij Belgrado van de M1 af en liep daarna via Pančevo en Vršac naar grens met Roemenië. In Roemenië liep de weg verder naar Timișoara.
Na het uiteenvallen van Joegoslavië kwam de weg in het nieuwe land Servië te liggen. De weg behield haar wegnummer en heet nog steeds M1.9.
M1 · 
M1.1 · 
M1.2 · 
M1.3 · 
M1.4 · 
M1.5 · 
M1.6 · 
M1.7 · 
M1.8 · 
M1.9 · 
M1.10 · 
M1.11 · 
M1.12 · 
M1.13 · 
M1.14 · 
M2 · 
M2.1 · 
M2.2 · 
M2.3 · 
M2.4 · 
M3 · 
M3.1 · 
M3.2 · 
M3.3 · 
M4 · 
M4.1 · 
M4.2 · 
M4.3 · 
M5 · 
M6 · 
M6.1 · 
M7 · 
M7.1 · 
M8 · 
M9 · 
M9.1 · 
M10 · 
M10.1 · 
M10.2 · 
M10.3 · 
M10.4 · 
M10.5 · 
M10.6 · 
M10.7 · 
M10.8 · 
M10.9 · 
M10.10 · 
M11 · 
M11.1 · 
M11.2 · 
M12 · 
M12.1 · 
M12.2 · 
M12.3 · 
M13 · 
M14 · 
M14.1 · 
M14.2 · 
M15 · 
M16 · 
M16.1 · 
M16.2 · 
M16.3 · 
M16.4 · 
M17 · 
M17.1 · 
M17.2 · 
M17.3 · 
M18 · 
M18.1 · 
M19 · 
M19.1 · 
M19.2 · 
M19.3 · 
M20 · 
M21 · 
M21.1 · 
M22 · 
M22.1 · 
M22.2 · 
M22.3 · 
M23 · 
M23.1 · 
M24 · 
M24.1 · 
M25 · 
M25.1 · 
M25.2 · 
M25.3 · 
M26 · 
M26.1 · 
M27 · 
M28 · 
M29